# Experimentul Miller–Urey

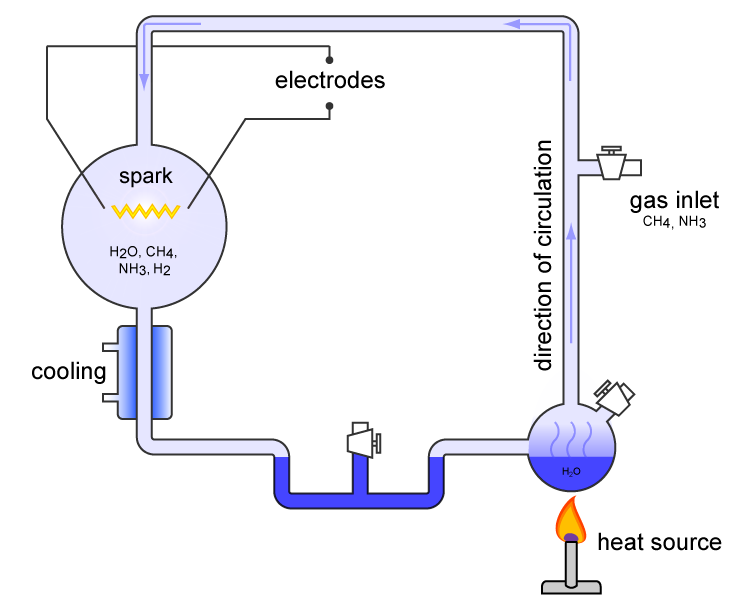
Experimentul

Experimentul Miller–Urey (sau Experimentul Miller) a fost un experiment chimic care a simulat condițiile considerate la acea vreme (1952) prezente pe Pământul timpuriu și a testat originea chimică a vieții în acele condiții. Experimentul de la acea vreme a susținut ipoteza lui Alexander Oparin și J. B. S. Haldane conform căreia condițiile putative pe Pământul primitiv au favorizat reacțiile chimice care sintetizau compuși organici mai complecși din precursori anorganici mai simpli. Considerat a fi experimentul clasic care cercetează abiogeneza, a fost efectuat în 1952 de Stanley Miller, supervizat de Harold Urey la Universitatea din Chicago și publicat în anul următor.
După decesul lui Miller în 2007, oamenii de știință care au examinat flacoane sigilate conservate din experimentele inițiale au putut arăta că există de fapt peste 20 de aminoacizi diferiți produși în experimentele originale ale lui Miller. Acest lucru este considerabil mai mult decât ceea ce Miller a raportat inițial și mai mult decât cele 20 care apar în mod natural în codul genetic. Dovezi mai recente sugerează că atmosfera originală a Pământului ar fi putut avea o compoziție diferită de gazul utilizat în experimentul Miller, dar experimentele prebiotice continuă să producă amestecuri racemice de compuși simpli până la complecși în condiții diferite.

## Experiment
Experimentul a folosit apă (H2O), metan (CH4), amoniac (NH3) și hidrogen (H2). Substanțele chimice au fost sigilate într-un balon de sticlă steril de 5 litri conectat la un balon de 500 ml pe jumătate plin cu apă. Apa din balonul mai mic a fost încălzită pentru a induce evaporarea, iar vaporii de apă au fost lăsați să intre în balonul mai mare. Au fost declanșate scântei electrice continue între electrozi pentru a simula fulgerele prin atmosfera Pământului, apoi atmosfera simulată a fost răcită din nou, astfel încât apa să se condenseze și să se scurgă într-un tub de acumulare în formă de U în partea de jos a aparatului.
După o zi, soluția colectată în tubul de acumulare devenise roz, iar după o săptămână de funcționare continuă, soluția era de un roșu intens și tulbure. Balonul de fierbere a fost apoi îndepărtat și s-a adăugat clorură de mercur pentru a preveni contaminarea microbiană. Reacția a fost oprită prin adăugarea de hidroxid de bariu și acid sulfuric și evaporată pentru a îndepărta impuritățile. Folosind cromatografie pe hârtie, Miller a identificat cinci aminoacizi prezenți în soluție: glicină, α-alanină și β-alanina au fost identificate pozitiv, în timp ce acidul aspartic și acidul α-aminobutiric erau mai puțin sigure, din cauza petelor slabe.
Într-un interviu din 1996, Stanley Miller amintind de experimentele sale pe tot parcursul vieții în urma lucrării sale inițiale și a declarat: „Doar aprinderea scânteii într-un experiment de bază pre-biotic va produce 11 din 20 de aminoacizi”.
Experimentul original a rămas în 2017 sub grija fostului student al lui Miller și Urey, Jeffrey Bada, profesor la Universitatea California, San Diego.

## Chimia experimentului
În prima etapă a reacției, se formează cianură de hidrogen (HCN) și formaldehidă, precum și alți intermediari activi (acetilenă, cianoacetilenă etc.):
CO2 → CO + [O] (oxigen atomic)
CH4 + 2[O] → CH2O + H2O
CO + NH3 → HCN + H2O
CH4 + NH3 → HCN + 3H2
Formaldehida, amoniacul și HCN reacționează apoi prin sinteza Strecker pentru a forma aminoacizi și alte biomolecule:
CH2O + HCN + NH3 → NH2-CH2-CN + H2O
NH2-CH2-CN + 2H2O → NH3 + NH2-CH2-COOH (glicină)
Mai mult, apa și formaldehida pot reacționa, prin reacția lui Butlerov, pentru a produce diferite zaharuri, cum ar fi riboza.
Experimentele au arătat că compușii organici simpli din blocuri de proteine și alte macromolecule se pot forma din gaze cu adaos de energie.

## Aminoacizi identificați
Mai jos este un tabel cu aminoacizii produși și identificați în experimentul „clasic” din 1952, așa cum a fost publicat de Miller în 1953, reanaliza din 2008 a fiolelor din experimentul de descărcare cu scânteie vulcanică, și reanaliza din 2010 a fiolelor din experimentul de descărcare cu scânteie bogat în  H2S.
| Aminoacid              | Produs în experiment | Produs în experiment                    | Produs în experiment                        | Proteinogen |
| Aminoacid              | Miller–Urey (1952)   | Descărcare de scânteie vulcanică (2008) | Descărcare de scânteie bogatî în H2S (2010) | Proteinogen |
| ---------------------- | -------------------- | --------------------------------------- | ------------------------------------------- | ----------- |
| Glicină                | Yes                  | Yes                                     | Yes                                         | Da          |
| α-Alanină              | Yes                  | Yes                                     | Yes                                         | Da          |
| β-Alanină              | Yes                  | Yes                                     | Yes                                         | Nu          |
| Acid aspartic          | Yes                  | Yes                                     | Yes                                         | Da          |
| Acid α-aminobutiric    | Yes                  | Yes                                     | Yes                                         | Nu          |
| Serină                 | No                   | Yes                                     | Yes                                         | Da          |
| Isoserină              | No                   | Yes                                     | Yes                                         | Nu          |
| Acid α-aminoisobutiric | No                   | Yes                                     | Yes                                         | Nu          |
| Acid β-aminoisobutiric | No                   | Yes                                     | Yes                                         | Nu          |
| Acid β-aminobutiric    | No                   | Yes                                     | Yes                                         | Nu          |
| Acid γ-aminobutiric    | No                   | Yes                                     | Yes                                         | Nu          |
| Valină                 | No                   | Yes                                     | Yes                                         | Da          |
| Isovalină              | No                   | Yes                                     | Yes                                         | Nu          |
| Acid glutamic          | No                   | Yes                                     | Yes                                         | Da          |
| Norvalină              | No                   | Yes                                     | No                                          | Nu          |
| Acid α-aminoadipic     | No                   | Yes                                     | No                                          | Nu          |
| Homoserină             | No                   | Yes                                     | No                                          | Nu          |
| 2-Methylserine         | No                   | Yes                                     | No                                          | Nu          |
| Acid β-hidroxiaspartic | No                   | Yes                                     | No                                          | Nu          |
| Ornitină               | No                   | Yes                                     | No                                          | Nu          |
| Acid 2-methilglutamic  | No                   | Yes                                     | No                                          | Nu          |
| Fenilalanină           | No                   | Yes                                     | No                                          | Da          |
| Acid homocisteic       | No                   | No                                      | Yes                                         | Nu          |
| S-Methylcysteine       | No                   | No                                      | Yes                                         | Nu          |
| Metionină              | No                   | No                                      | Yes                                         | Da          |
| Sulfoxid de metionină  | No                   | No                                      | Yes                                         | Nu          |
| Methionine sulfone     | No                   | No                                      | Yes                                         | Nu          |
| Izoleucină             | No                   | No                                      | Yes                                         | Da          |
| Leucină                | No                   | No                                      | Yes                                         | Da          |
| Etionină               | No                   | No                                      | Yes                                         | Nu          |
| Cisteină               | No                   | No                                      | No                                          | Da          |
| Histidină              | No                   | No                                      | No                                          | Da          |
| Lizină                 | No                   | No                                      | No                                          | Da          |
| Asparagină             | No                   | No                                      | No                                          | Da          |
| Pirolizină             | No                   | No                                      | No                                          | Da          |
| Prolină                | No                   | No                                      | Yes                                         | Da          |
| Glutamină              | No                   | No                                      | No                                          | Da          |
| Arginină               | No                   | No                                      | No                                          | Da          |
| Treonină               | No                   | No                                      | Yes                                         | Da          |
| Selenocisteină         | No                   | No                                      | No                                          | Da          |
| Triptofan              | No                   | No                                      | No                                          | Da          |
| Tirozină               | No                   | No                                      | No                                          | Da          |